# Gouvernement al-Gharbiyya
Al-Gharbiyya (arabisch محافظة الغربية, DMG Muḥāfaẓat al-Ġarbīya ‚das Westliche‘, ägyptisch-Arabisch Muḥāfẓet El Gharbeya), auch Gharbia, ist ein Gouvernement in Ägypten mit 4.999.633 Einwohnern, das im Zentrum des Nildeltas liegt.
Es grenzt im Norden an das Gouvernement Kafr asch-Schaich, im Osten an das Gouvernement ad-Daqahliyya, im Süden an das Gouvernement al-Minufiyya und im Westen an das Gouvernement al-Buhaira. Das Verwaltungszentrum ist Tanta.
Große Städte des Gouvernements sind Mahalla al-Kubra, Tanta, Kafr-az-Zayyat.

## Bevölkerung
Im Jahr 1960 zählte das Gouvernement 1.815.000 Einwohner. Laut Bevölkerungsschätzungen lebte im Jahr 2015 die Mehrheit der Einwohner des Gouvernements in ländlichen Gebieten, mit einer Urbanisierungsrate von lediglich 30 %. Von geschätzten 4.751.865 Einwohnern lebten 3.324.630 Menschen in ländlichen Gegenden, im Gegensatz zu nur 1.427.235 in städtischen Gebieten.
Laut dem Zensus 2017 zählte das Gouvernement damals 4.999.633 Einwohner. Zum Stichtag 1. Juli 2023 wurde die Bevölkerungszahl auf 5.439.085 geschätzt.